# Marta Obminska
Marta Amalia Obminska (ur. 1 sierpnia 1979) – szwedzka polityk i prawnik polskiego pochodzenia, posłanka do Riksdagu.

## Życiorys
W Szwecji zamieszkała w wieku pięciu lat. Uzyskała wykształcenie prawnicze (absolwentka Uniwersytetu w Uppsali z 2006), kształciła się również na studiach menedżerskich. Zaangażowała się w działalność centroprawicowej Umiarkowanej Partii Koalicyjnej, pracowała w administracji partyjnej i kancelarii premiera. W 2006 zasiadła w radzie miejskiej Uppsali. W wyborach parlamentarnych w 2010 z jej ramienia w uppsalskim okręgu wyborczym uzyskała mandat posłanki do Riksdagu. W 2014 nie uzyskała poselskiej reelekcji, jednak powróciła do Riksdagu w lipcu 2015 w miejsce Pera Billa. W 2018 utrzymała mandat deputowanej na kolejną kadencję.